# محمد سعيد الصحاف
محمد سعيد الصحاف وزير خارجية وإعلام عراقي في عهد الرئيس السابق صدام حسين، أدار الحرب الإعلامية خلال الغزو الأمريكي للعراق عام 2003، ولم يكن من المطلوبين بعد سقوط النظام حيث سلّم نفسه للقوات الأمريكية وتم إطلاق سراحه فورا ، ولقد غادر إلى الإمارات العربية المتحدة بطائرة خاصة أرسلت لنقله إلى هناك مع عائلته بأمر من الشيخ زايد، وكان ضليعا باللغة العربية ويُحسن استخدام مفرداتها في خطابه الدعائي، حيث وصف جنود الغزو الأمريكي بالعلوج وارتبط هذا اللفظ العربي باسمه في الصحافة الأجنبية إذ لم تتوفر له ترجمة غير عربية.

## سيرته
ولد محمد سعيد (اسم مركّب) ابن كاظم الصحّاف في مدينة الحلة عام 1940م، في محافظة بابل التي قضى فيها طفولته وشبابه قبل أن يلتحق بالجامعة، وبعد تخرجه عمل مدرساً للغة الإنجليزية.
وفي منتصف عقد الخمسينات انضم الصحاف لحزب البعث، واستمر يعمل بمهنة التدريس حتى قيام ثورة 17 تموز 1968، إذ كان الصحّاف هو المسؤول عن القوات التي سيطرت على مديرية الإذاعة والتلفزيون لإلقاء بيان الثورة.
ولقد تسلّم بعدها مهام المديرية ليصبح مدير الإذاعة والتلفزيون ثم طوّرها لاحقا لتصبح المؤسسة العامة للإذاعة والتلفزيون، واستمر بالمنصب ما يقارب الـستة سنوات، ليترك المنصب ويعود للتدريس، حتى عاد الرئيس صدام ليوكل له مهام السفارة العراقية في الهند إضافة لمهام السفارة في بورما دون الإقامة فيها، ثم عاد ليكون وكيل وزارة الخارجية وبعد ذلك مندوب العراق الدائم في الأمم المتحدة ثم سفيرا في السويد ثم إيطاليا ليصبح بعدها وزير الدولة للشؤون الخارجية ثم وزيرا للخارجية فوزيرا للإعلام، ويعد الصحّاف صاحب أطول فترة وزير خارجية في تاريخ العراق.
لعب دورًا كبيرًا في سير الأحداث، وبرز الصحاف خصوصا بمؤتمراته الصحفية التي كان يعلن فيها عن انتصارات القوات العراقية المتتالية بينما كانت القوات البرية تتقدم بشكل مضطرد إلى حدود بغداد. وفي آخر مؤتمر صحفي له في يوم سقوط بغداد عام 2003م، أعلن الصحاف أن الأمريكان «ينتحرون الآن بالآلاف على أسوار بغداد».
واشتهر بسبّه اللاذع لقوات التحالف بوصفهم بعبارات فصيحة جزلة. منها: العلوج، والسم والعلقم، والمرتزقة، والأوغاد وغيرها كثير.

## شائعات وفاته
أفادت مصادر إعلامية مطلعة عن وفاة آخر وزير إعلام في عهد صدام حسين في دولة الإمارات العربية المتحدة ونقلت تلك المصادر أن محمد سعيد الصحاف توفي عن عمر تجاوز 76 عاما وهو آخر وزير إعلام في فترة نظام صدام حسين. وكان الصحاف قد توجه إلى دولة الإمارات العربية المتحدة عقب سقوط نظام حكم صدام حسين على يد الاحتلال الأميركي. هذا ولم يتم التأكد بشكل رسمي من الخبر الوارد عبر صفحات التواصل الاجتماعي.